# Ед Чедвік
Ед Чедвік (англ. Ed Chadwick; 8 травня 1933, Фергус — 23 квітня 2024) — канадський хокеїст, що грав на позиції воротаря.

## Ігрова кар'єра
Професійну хокейну кар'єру розпочав 1954 року.
Протягом професійної клубної ігрової кар'єри, що тривала 15 років, захищав кольори команд «Рочестер Американс», «Торонто Мейпл-Ліфс» та «Бостон Брюїнс». 

## Інше
Після завершення кар'єри гравця скаут «Едмонтон Ойлерс». Також був тренером воротарів в «Баффало Сейбрс».

## Досягнення
- Володар Кубка Стенлі в складі «Едмонтон Ойлерс» — 1987, 1990 (як скаут клубу).

## Статистика НХЛ
| І   | В  | П  | Н  | ПОТ | Хв    | ПГ  | ІБГ | ПГГ  | %ВК  |
| 184 | 57 | 92 | 35 | -   | 11040 | 541 | 14  | 2.94 | .898 |
| --- | -- | -- | -- | --- | ----- | --- | --- | ---- | ---- |